# Копачёво (Архангельская область)
Копачёво — деревня в Холмогорском районе Архангельской области. Входит в состав Матигорского сельского поселения.

## История
С 2004 по 2015 год деревня была административным центром Копачёвского сельского поселения.
Законом Архангельской области от 28 мая 2015 года № 290-17-ОЗ было упразднено муниципальное образование «Копачёвское», а деревня вошла в состав Матигорского сельского поселения.

## Население
| 2002 | 2009 | 2010 | 2012 |
| ---- | ---- | ---- | ---- |
| 260  | ↗305 | ↘233 | ↗293 |

## Инфраструктура
В селе есть общеобразовательная школа, а также сельскохозяйственное предприятие — племзавод по разведению холмогорской породы коров.